# ターミナリアベリリカ由来没食子酸
ターミナリアベリリカ由来没食子酸（ターミナリアベリリカゆらいぼっしょくしさん、またはターミナリアベリリカゆらいもっしょくしさん、gallic acid from Terminalia bellirica）とは、シクンシ科の植物であるターミナリアベリリカ（英語: Terminalia bellirica）の果実から抽出されたエキスに含有されるポリフェノールの一種で、in vitroの試験結果よりリパーゼ阻害作用やα-グルコシダーゼ阻害作用、食後血糖値や食後中性脂肪上昇抑制作用及び、肥満気味な人の内臓脂肪や皮下脂肪と体重を減らしてBMIを低下させる作用を有することが報告されている。

## 概要

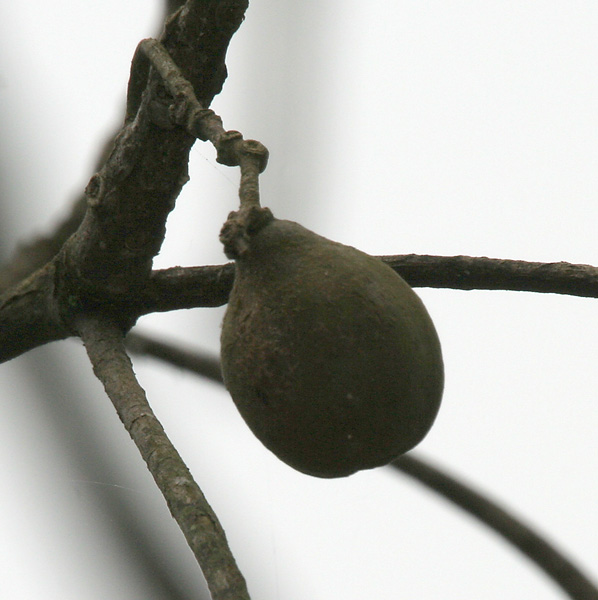
ターミナリアベリリカ果実

ターミナリアベリリカ（別名：セイタカミロバラン、ベレリックミロバラン）は、インド、スリランカ、東南アジアなどで生育するシクンシ科の落葉広葉樹で、標高1200mまで生育し、高さは最大50m、直径は3mほどにまで生育する。熟した実を収穫し、乾燥させて固くなったものからターミナリアベリリカ由来没食子酸を抽出する。
ターミナリアベリリカの果実はポリフェノールに富み、インドの伝統医学であるアーユルヴェーダでは、生薬（ハーブ）として使用されてきた歴史があり、肝保護作用、抗変異原性作用、抗菌作用など様々な機能があると報告されている。また、アーユルヴェーダでは「トリファラ」と呼ばれる軽い胃腸症状をはじめに様々な疾患に利用される調合物の成分の一つとして利用されている。近年は食後血中中性脂肪の上昇抑制効果が期待されていたが、長崎県立大学、福岡工業大学、東洋新薬の共同研究（臨床試験）やMakihara.Hらにより、ターミナリアベリリカの食後中性脂肪抑制作用の機序としてリパーゼ阻害作用があることが解明され、その画分の主要構成成分は没食子酸であり、リパーゼ阻害の関与成分としてターミナリアベリリカ中の没食子酸が考えられると報告された。さらに食後血糖値上昇抑制作用、内臓脂肪・皮下脂肪低減作用、食後中性脂肪上昇抑制作用、体重を減らしてBMIを低下させる作用も確認された。
2010年3月28日～30日の日本薬学会 第130年会において、東洋新薬が武蔵野大学教授油田正樹との共同研究で『ターミナリアベリリカ™』のメタボリックシンドローム改善作用を確認したと発表した。

## 主な臨床試験

### 食後血中中性脂肪上昇抑制作用の検討
長崎県立大学に属する健常な成人（学生と職員）を対象。試験食品としてターミナリアベリリカ抽出物を1回あたり200mg、または300mg配合した被験食品2種類と対照食品（プラセボ）の3種類を使用。二重盲検クロスオーバー法にて実施。被験者を3群に無作為に割り付け、1週間以上の間隔をあけて同内容の試験を3回実施。その結果、200mg、300mg群ともに対照群に対し統計学的に血中中性脂肪量の有意な低下が確認された。体調不良等の有害事象は認められなかった。

### ターミナリアベリリカ抽出物含有食品の食後血糖値上昇抑制効果
被験者数47名（男性31名、女性16名）で行われた結果、被験食品摂取時の血糖値iAUC（血糖上昇曲線下面積）は（110.1±5.9mg・h/dl）は対照食品摂取時の血糖値iAUC（117.9±6.5mg・h/dl）と比較して有意に低値を示した。摂取に起因する有害事象は認められなかった。

### ターミナリアベリリカ抽出物含有食品の内臓脂肪低減作用
被験者数100名（男性44名、女性56名）で実施され、ターミナリアベリリカ抽出物含有食品は肥満気味（BMIが23以上30未満。BMIが25以上30未満の者は、腹部内臓脂肪面積が100cm2未満。）の健常成人男女において、内臓脂肪低減作用を有することが示された。

### ターミナリアベリリカ抽出物含有食品の食後中性脂肪上昇抑制作用確認試験
被験者数90名（男性34名、女性56名）で実施され、ターミナリアベリリカ抽出物含有食品の摂取は、空腹時血中中性脂肪値が150mg/dl未満の健常成人男女に対し、食後中性脂肪上昇抑制作用を有することが示された。

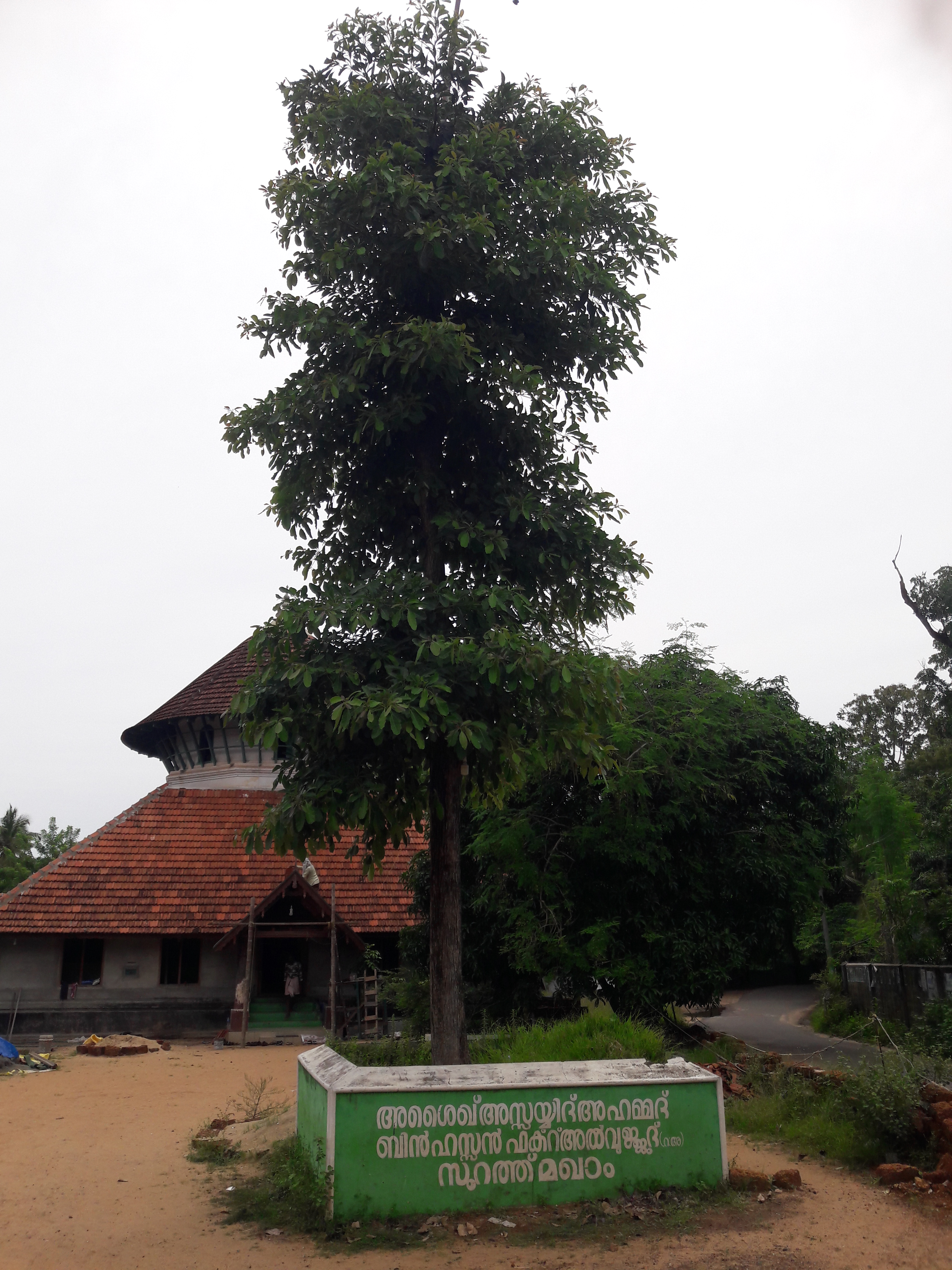
ターミナリアベリリカはインド、スリランカ、東南アジアなどで生育するシクンシ科の落葉広葉樹で、標高1200mまで生育し、高さは最大50m、直径は3mほどにまで生育する。

### ターミナリアベリリカ抽出物含有食品の食後血糖値上昇抑制効果確認試験
被験者数50名（男性23名、女性27名）で実施され、ターミナリアベリリカ抽出物含有食品の摂取は、空腹時血糖値が100mg/dl以上125mg/dl以下、またはブドウ糖負荷試験（75gOGTT）2時間値が140mg/dl以上199mg/dl以下で、かつ随時血糖値200mg/dl未満の正常高値または糖尿病境界域の成人男女において、食後血糖値の上昇抑制作用を有することが示された。

### ターミナリアベリリカ抽出物が食後の血糖値および血中中性脂肪の上昇に与える影響
被験者数20名（男性10名、女性10名）で実施され、iAUCについて、被験食品摂取時の食後血糖値および血中中性脂肪はともに対照食品（プラセボ）摂取時と比較して有意な低下を示した。さらに、食後血糖値および血中中性脂肪の推移についても、それぞれ2時点以上で有意な上昇抑制が認められた。これらにより、健常成人がターミナリアベリリカ抽出物含有食品を食事とともに摂取することで、食事に含まれる糖と脂肪の吸収が抑えられ、食後の血糖値上昇並びに血中中性脂肪の上昇の両方が抑えられることが示された。

### ターミナリアベリリカ抽出物含有食品の抗肥満作用
肥満気味（BMI23～30）の健常成人被験者100名を対象に、1日2回、食事とともに、ターミナリアベリリカ由来没食子酸を含む錠剤、またはターミナリアベリリカ由来没食子酸を含まない錠剤（プラセボ）を、それぞれ12週間摂取させた。摂取前、摂取8及び12週間後にお腹の脂肪（腹部内臓脂肪面積、腹部皮下脂肪面積、腹部全脂肪面積）及び体重（BMI）を測定し解析に用いた。その結果、最終的に被験食品群41名、対照食品群42名の計83名を解析対象とした。被験食品群は対照食品群と比較して、摂取8週間後以降、腹部内臓脂肪面積、腹部皮下脂肪面積、腹部全脂肪面積、体重及びBMIが有意に減少した。健常成人において、ターミナリアベリリカ由来没食子酸20.8 mg/回の摂取が、食事の脂肪の吸収を抑えて、食後中性脂肪の上昇を抑える機能を有することが示された。

## ラットによる動物実験

### ターミナリアベリリカ抽出物の食後血中中性脂肪値および食後血糖値上昇抑制作用に関わる成分とその機序
7週齢SD系雄ラットを使用。ターミナリアベリリカ抽出物1.0g/5mL/kg体重となるように調整し、胃内にゾンデを用いて経口投与した。コントロール群と比較して食後中性脂肪値および食後血糖値の有意な低下が見られた。また、ターミナリアベリリカ抽出物含有食品の食後中性脂肪値および食後血糖値上昇抑制作用に関わっている成分が没食子酸であることが確認された。

## 参考サイト
- 長崎県立大学 田中 一成（タナカ　カズナリ）TANAKA Kazunari - ターミナリアベリリカ抽出物の食後中性脂肪上昇抑制メカニズムの解明 ターミナリアベリリカ、中性脂肪低減、脂肪吸収抑制
- 医中誌Web - R922230023　ターミナリアベリリカ抽出物含有食品の食後血糖値上昇抑制効果　プラセボ対照ランダム化二重盲検クロスオーバー試験 Author：宮元 彩希(東洋新薬 研究開発部), 高野 晃, 浜 亮介, 永峰 里花, 小野 絵里, 草場 宣延, 神谷 智康, 高垣 欣也, 岩間 義孝 Source:薬理と治療 (0386-3603)45巻8号 Page1365-1372(2017.08)